# 瑞應寺 (明石市)
瑞應寺（ずいおうじ）は、兵庫県明石市二見町にある臨済宗妙心寺派の寺院。

## 歴史
創建は不詳。「大寺（おおでら）」の愛称で呼ばれている。創建は加古川市の「鶴林寺」と同年代とされているが、詳細は不明。1573年（天正元年）に東二見村の菩提寺として再建されたと伝わる。

## 所在地
〒674-0092 兵庫県明石市二見町東二見1910

## 文化財
- 市指定文化財（天然記念物）
  - 瑞応寺のそてつ - 1972年（昭和47年）2月25日指定[1]

## 周辺
- 徳源寺
- 長徳寺
- 観音寺
- 明石東二見郵便局
- 明石市立二見小学校
- 東二見駅

## 交通
- 山陽電車 東二見駅から南へ徒歩約8分